# Memora
Memora é um género botânico pertencente à família Bignoniaceae.

## Espécies
Este gênero apresenta 72 espécies:
- Memora acutiloba
- Memora adenophora
- Memora allamandiflora
- Memora alba
- Memora albiflora
- Memora aspericarpa
- Memora axillaris
- Memora bilabiata
- Memora bipinnata
- Memora biternata
- Memora bracteosa
- Memora campicola
- Memora candolleana
- Memora caracasana
- Memora cidii
- Memora cinnabarina
- Memora cinnaharina
- Memora cladotricha
- Memora consanguinea
- Memora contracta
- Memora crassifolia
- Memora cristicalyx
- Memora croatii
- Memora cuminaensis
- Memora cuspidata
- Memora diffusa
- Memora duckei
- Memora fallax
- Memora flavida
- Memora flaviflora
- Memora fluminensis
- Memora fulgens
- Memora glaberrima
- Memora heterophylla
- Memora imperatoris
- Memora involucrata
- Memora juliae
- Memora laserpitiifolia
- Memora lenta
- Memora longilinea
- Memora madeirensis
- Memora magnifica
- Memora mollis
- Memora moringifolia
- Memora nobilis
- Memora nodosa
- Memora obidensis
- Memora obtusifoliolata
- Memora ovata
- Memora patula
- Memora paucifoliolata
- Memora pedunculata
- Memora peregrina
- Memora perianthomega
- Memora pinnatifolia
- Memora pirottana
- Memora pseudopatula
- Memora pubescens
- Memora racemosa
- Memora romcroi
- Memora romeroi
- Memora rondoni
- Memora sastrei
- Memora schomburgkii
- Memora tanaeciicarpa
- Memora tetraquotras
- Memora tridenticalyx
- Memora vaga
- Memora valida
- Memora velutina